# تجارة الجلد (فلم)
تجارة الجلد (بالإنجليزية: Skin Trade) هو 2014 فيلم أكشن، فيلم إثارة من إخراج إيكاتشاي أويكرونغثام. النجوم دولف لوندجرين، توني جا، مايكل جاي وايت، ورون بيرلمان. كتب لوندجرين الفيلم مع غابرييل دويريك وستيفن إلدر، بينما أجرى جون هايمز تنقيحات غير معتمدة للسيناريو. يدور الفيلم حول محقق شرطة نيوجيرسي نيك كاسيدي، أثناء سفره إلى آسيا عازمًا على قتل الرجل الذي قتل عائلته، رجل العصابات فيكتور دراجوفيتش.
بدأ التطوير في عام 2007 بعد أن قرأت لوندجرين تقريرًا إخباريًا عن مجموعة من الفتيات يتم تهريبهن إلى الولايات المتحدة من المكسيك. تُركت الفتيات في سيارة على طول الحدود، وحوصرن في الداخل، ماتن جميعًا بسبب ضربة الشمس والاختناق. كان لدى تجارة الجلد ميزانية إنتاج تبلغ 9 ملايين دولار، وتم تصويره على مدار 50 يومًا في كندا وتايلاند. تم عرض الفيلم لأول مرة في سوق الأفلام الأمريكية في 7 نوفمبر 2014. تبع ذلك إصدار مسرحي محدود، بدأ في 9 أبريل 2015 في الإمارات العربية المتحدة، وخلفه تايلاند (في 23 أبريل)، وماليزيا (في 30 أبريل)، والولايات المتحدة (في 8 مايو). حقق الفيلم 384000 دولار في شباك التذاكر العالمي، لكنه تلقى مراجعات سلبية في الغالب؛ كان النقد الخاص موجهاً إلى طلاقة جا في اللغة الإنجليزية، فضلاً عن نهج الفيلم في موضوع الاتجار بالبشر.

## قصة الفيلم
في المقدمة، تغادر فتاة كمبودية قريتها متوجهة إلى بانكوك. عند وصولها، يتم تخديرها وخطفها وبيعها في «تجارة الجلد» (الاتجار بالبشر). في مدينة نيوارك، اكتشف نيك كاسيدي، محقق شرطة نيوارك، أن فيكتور دراجوفيتش، رجل عصابات صربي، موجود في نيو جيرسي. في هذه الأثناء، في بانكوك، يحاول المحقق توني فيتاياكول شراء فتاة تايلندية من مجموعة مهربي البشر. عندما ينفجر غلافه، يقهر المتجرين ويحرر الفتاة. يقوم بجمع المعلومات المتعلقة بالسفينة المستخدمة في نقل الفتيات المُتجر بهن، ووجهتها، وأن دراغوفيتش سيكون هناك لاستلام الشحنة.
كاسيدي ورئيسه الكابتن كوستيلو يطلعان مجموعة من ضباط الشرطة على دراغوفيتش، ويكشفون أنه لاعب رئيسي في الاتجار بالبشر في جميع أنحاء العالم مع اقتراب السفينة التي تحمل حاوية دراغوفيتش من الولايات المتحدة، يستعد كاسيدي ورجاله لاعتراضها عند الرصيف. عندما تصل السفينة، يكتشف دراغوفيتش أن النساء المُتجر بهن قد ماتن أثناء النقل. ويتحمل قبطان السفينة المسؤولية ويعذب ويطلق النار في رأسه. اندلع تبادل لإطلاق النار مع تحرك الشرطة. كاسيدي يطارد دراجوفيتش وابنه الأصغر أندريه. أطلق النار على أندريه دفاعا عن النفس قاتلا واعتقل دراجوفيتش. أثناء احتجازه، دراجوفيتش يرتب لقتل عائلة كاسيدي وتفجير منزله. قُتلت زوجة كاسيدي وابنته بينما نجت كاسيدي، على الرغم من إطلاق النار عليها في الظهر. يقوم الكابتن كوستيلو وريد، عميل مكتب التحقيقات الفيدرالي، بزيارة كاسيدي في المستشفى. أخبروه أن دراغوفيتش هرب من الولايات المتحدة بعد الإفراج عنه بكفالة. بعد مغادرتهم، يسرق كاسيدي عقارًا وملابسًا أفيونية قبل مغادرة المستشفى دون أن يلاحظها أحد. يحصل على بنادقه ويذهب إلى مطعم محامي دراجوفيتش. بعد إجبار المحامي على الكشف عن مكان دراجوفيتش، يطلق كاسيدي النار عليه ويفجر المطعم.
في كمبوديا، السناتور خات يحذر دراجوفيتش أنه ما لم يغادر البلاد على الفور، سيتم اعتقاله وتسليمه إلى الولايات المتحدة. دراجوفيتش يبتز السناتور لمنحه أسبوعين لترتيب شؤونه والهرب.يسافر كاسيدي إلى تايلاند سعياً وراء دراجوفيتش. اعتقادًا من أن كاسيدي قد عانى من انهيار عصبي، أرسلت السلطات الأمريكية ريد لاحتجازه. أمر توني وشريكه نونغ بالمساعدة في عملية الاعتقال. في مطار سوفارنابومي، يهرب كاسيدي من الشرطة ريد، الذي تلقى رشوة من دراجوفيتش، يقتل نونج ويلقي باللوم على كاسيدي في القتل. فيتاياكول يلاحق كاسيدي في الشوارع لكنه يفشل في القبض عليه. وصل كاسيدي إلى ملهى ليلي في بويبت. بعد تعذيب أحد رجال دراغوفيتش، اكتشف مكان عمليات دراغوفيتش الحالية. وصل فيتاياكول وريد إلى الملهى الليلي لاعتقال كاسيدي. بعد قتال مع فيتاياكول، يهرب كاسيدي المصاب مرة أخرى. في هذه الأثناء، يستخدم ريد توقيت مكالمة على هاتف فيتاياكول الخلوي لاكتشاف المخبر: صديقة فيتاياكولمين. بينما يحاول كاسيدي تحديد مكان يانكو، الابن غير الشرعي لدراجوفيتش، الذي يشرف على تجارة دراجوفيتش للإتجار بالبشر في جنوب شرق آسيا، اندلع تبادل لإطلاق النار بين رجال كاسيدي وجانكو. يهرب يانكو من المستودع لكنه قتل على يد إيفان وجوران دراغوفيتش، إخوته غير الأشقاء، نيابة عن والدهم. يصل فيتاياكول ليقتل كاسيدي، ولكن بعد معرفة الحقيقة بشأن وفاة شريكه، يحارب ويقتل ريد بدلاً من ذلك. يكشف يانكو عن مكان والده قبل وفاته.
في اليوم التالي، تعاون كاسيدي وفيتاياكول واقتحام مجمع دراغوفيتش. يحتجز إيفان مين تحت تهديد السلاح، لكن فيتاياكول يطلق النار عليه. كاسيدي يدمر مركبة بقاذفة صواريخ. نتيجة لذلك، غادرت مروحية دراغوفيتش بدونه. خلال تبادل لإطلاق النار بين المحققين ورجال دراجوفيتش، قُتل غوران في معركة بالأيدي مع فيتاياكول. بعد ذلك، قاتل كاسيدي مع دراجوفيتش، وطعنه في النهاية في صدره، على الرغم من قيادة دراجوفيتش لطائرة هليكوبتر ثانية. ثم أخبر دراغوفيتش كاسيدي أن ابنته صوفيا لم تُقتل، بل تم بيعها في تجارة تهريب البشر. فشل في معرفة مكان ابنته من دراجوفيتش المحتضر.في أعقاب ذلك، قال كاسيدي وداعًا لفيتاياكول ومين. يعطيهم صورة صوفيا ويطلب منهم الاحتفاظ بها حتى يجدها. ثم انطلق في البحث عن ابنته بمفرده.

## طاقم التمثيل
- دولف لوندجرين في دور المحقق نيك كاسيدي، محقق بشرطة نيوجيرسي يسعى للانتقام لمقتل عائلته.
- توني جا مثل المحقق توني فيتاياكول، مخبر شرطة تايلاند المكلف باعتقال كاسيدي.
- مايكل جاي وايت في دور العميل ريد، عميل مكتب التحقيقات الفيدرالي الفاسد الذي يعمل لحساب دراجوفيتش.
- رون بيرلمان مثل فيكتور دراجوفيتش، مجرم حرب صربي أيضًا رجل عصابات يدير عصابة دولية للاتجار بالبشر.
- مايك دوبود بدور جوران دراغوفيتش، الابن الأكبر لفيكتور، الذي يشرف على عمليات والده في الشرق الأوسط.
- ديفيد ويسترمان مثل إيفان دراجوفيتش، الابن الآخر لفيكتور، الذي يشرف على عمليات والده في جنوب شرق آسيا.
- ليو رانو بدور يانكو دراجوفيتش، ابن فيكتور من علاقة أخرى، يدير سلسلة من النوادي الليلية في تايلاند.
- مايكل جي سيلبي بدور أندريه دراجوفيتش، الابن الأصغر لفيكتور.
- سيلينا جيد في دور مين، صديقة توني.
- بيتر ويلر في دور النقيب كوستيلو، قبطان قسم شرطة كاسيدي في نيوارك، نيو جيرسي.
- تاسيا تيليس بدور روزا كاسيدي، زوجة نيك.
- كلوي بابكوك بدور صوفيا كاسيدي، ابنة نيك المراهقة.

الفيلم من بطولة كاري هيرويوكي تاجاوا بدور قات، عضو مجلس الشيوخ الكمبودي. ميثي ثابثيمثونج في دور نونج، شريك فيتاياكول في قوة الشرطة التايلاندية؛ وبرايس هودجسون في دور ديكس، وهو مجرم صغير من نيو جيرسي. يظهر الكاتب المشارك للفيلم، ستيفن إلدر، في دور ثانوي كمحامي دراجوفيتش.

## الإنتاج

### الكتابة

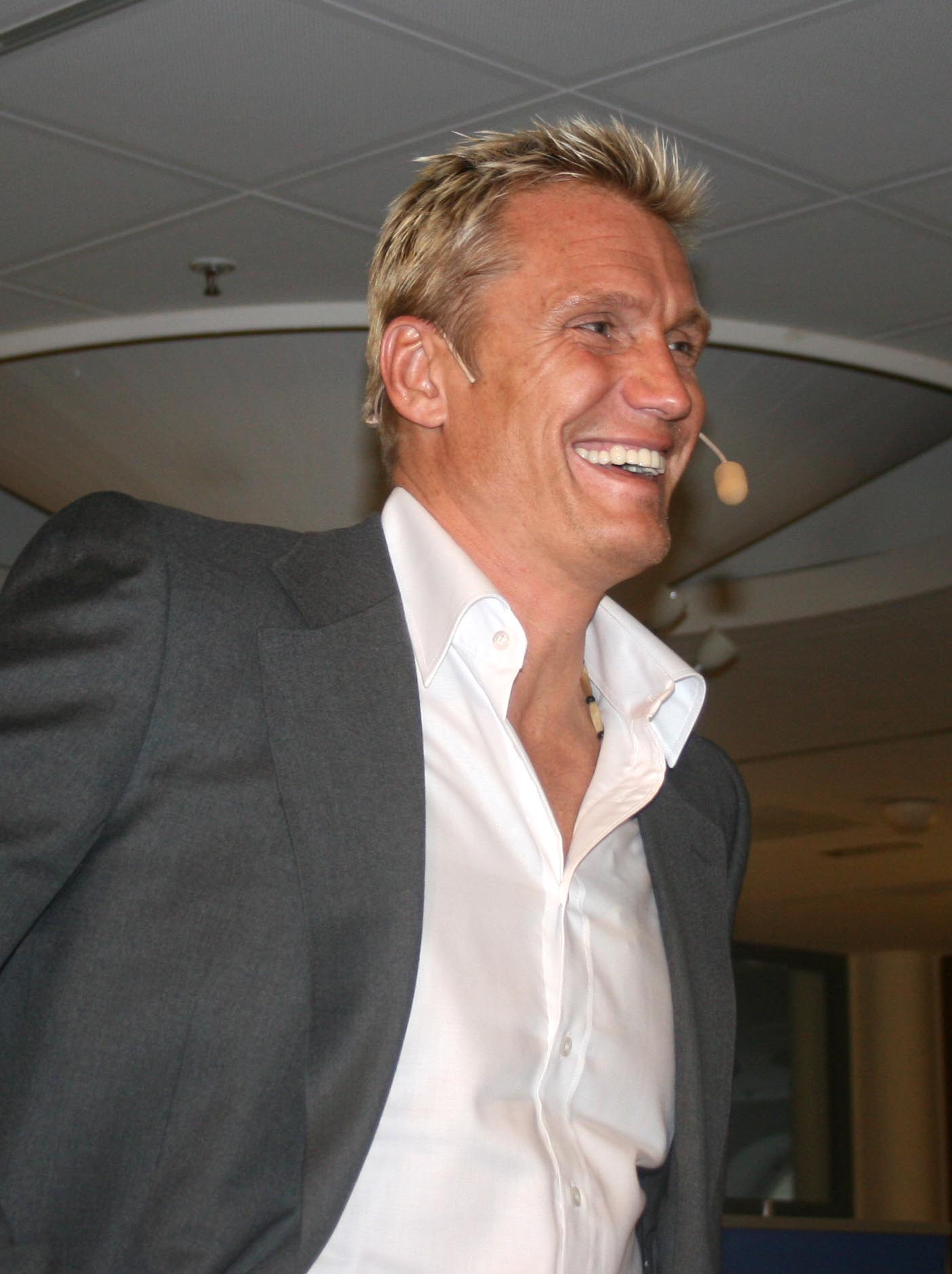
لوندجرين في عام 2007، وهو العام الذي ابتكر فيه تجارة الجلد.

بدأ لوندجرين البحث في الاتجار بالبشر في 2005. وزعم أن هناك «20 مليون عبد في العالم»، وأن الاتجار بالبشر هو «صناعة بقيمة 20 مليار دولار»؛ ثاني أكبر مشروع تهريب غير قانوني في العالم (اعتبارًا من 2015). بدأ في تطوير تجارة الجلد في عام 2007، بعد قراءة تقرير إخباري عن مجموعة من الفتيات يتم تهريبهن إلى الولايات المتحدة من المكسيك. تُركت الفتيات في سيارة على طول الحدود؛ محاصرون في الداخل ولا سبيل للفرار، ماتوا جميعًا بضربة شمس وخنق. وشعر لوندغرين، الذي كان لديه ابنتان صغيرتان في ذلك الوقت، أن قصة الاتجار بالبشر «يجب أن تُروى». لقد تعاطف مع الضحايا، قائلاً: «هؤلاء الأشخاص يتعرضون للإذلال الجسدي ويتعرضون للإيذاء النفسي لعدم تقديرهم لذواتهم، مثل [كيف] كنت أشعر». كتب لوندجرين السيناريو مع غابرييل دويريك وستيفن إلدر، بينما أجرى جون هايمز تنقيحات غير معتمدة للسيناريو، سبعة في المجموع، في كثير من الأحيان فيما يتعلق بالإعداد حيث سعى لوندجرين للحصول على التمويل. تم وضع النص الأصلي في روسيا. حتى أن لوندجرين ذهب إلى أبعد من ذلك حيث قام باستكشاف المواقع والجهات الفاعلة شخصيًا، والسعي للحصول على تمويل في موسكو، لكنه «لم ينجح». غير المكان إلى جنوب شرق آسيا بعد أن التقى «بشخص ما» مهتم بتمويل الفيلم.

## اختيار الطاقم

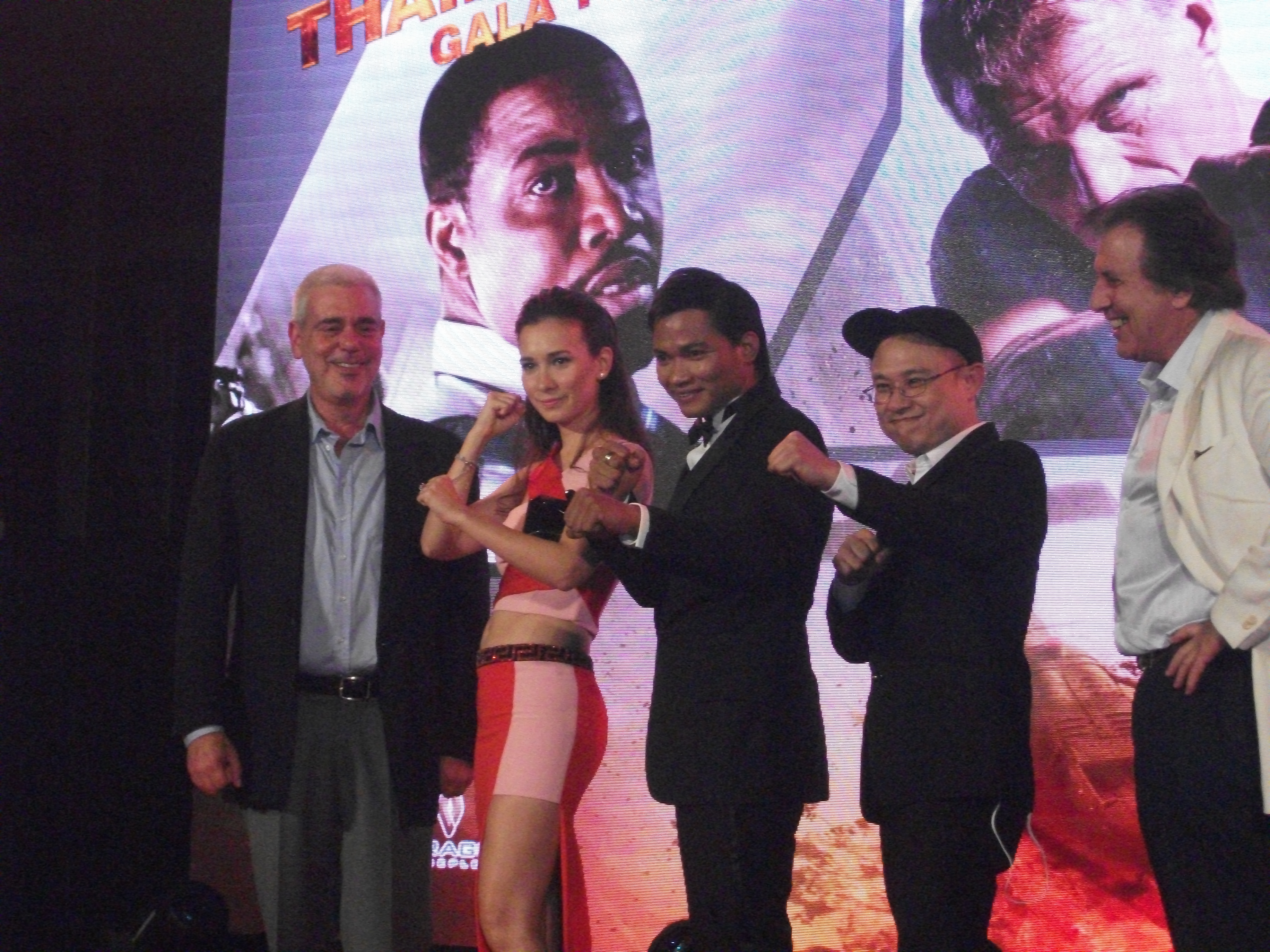
Press conference of Skin Trade

في الأصل، خطط لوندجرين للعب دور داعم، مع ممثل أكثر شهرة في الصدارة.   كما فكر في إخراج الفيلم،  لكنه قرر رفضه، لأنه رغب في معرفة المزيد عن الإنتاج. في عام 2013، أعلن لوندجرين عن اختيار توني جا، في دور توني فيتاياكول؛ وإيكاتشاي أوكرونغثام كمخرج. اختار لوندجرين «يو إكرونج ذام» بعد إعجابه بفيلمه، بوكسر جميل. اتصل به من خلال صديق مشترك في لوس أنجلوس، وفي منتصف عام 2013، رتبوا للقاء في المدينة. بينما كان قد رفض في السابق النصوص المعروضة عليه للأسواق الدولية، وجد «يو إكرونج ذام» أن تجارة الجلد «مثبَّتة». قال إن النص «[لديه] القدرة على العمل كقطعة مدفوعة بالشخصية بينما يقول شيئًا عن كيفية تعاملنا مع الندوب، سواء كانت حرفية أو غير ذلك». من ناحية أخرى، التقى جا مع لوندجرين من خلال مديره ووكيل الأفلام. لم يستطع التحدث باللغة الإنجليزية عند التمثيل، لكنه ادعى أنه أخذ دروسًا «مكثفة» استعدادًا لدوره؛ يذكر أنه الآن «يجيد التحدث باللغة الإنجليزية بشكل معقول».
تم اختيار تاسيا تيليس في دور روزا كاسيدي في يوم عيد الميلاد عام 2013. كانت متوجهة إلى تايلاند لقضاء عطلة «بعد عام من العمل الشاق»، واتصل وكيلها هاتفيا ليخبرها عن «الدور المثالي»؛ حتى إصرارها على «إلقاء نظرة سريعة» على النص. بمجرد أن أدركت تيليز أن تجارة الجلد كانت تتعلق بالاتجار بالبشر، أصبحت «مدمنة على الفور».
في 7 فبراير 2014، أعلنت شركة إس سي فيلم عن اختيار مايكل جاي وايت ورون بيرلمان وبيتر ويلر وسيلينا جيد وكاري هيرويوكي تاجاوا. كان المنتج المشارك للفيلم، كريج بومغارتن، هو مدير وايت وويلر؛   قام بتأمين كلا الأدوار في الفيلم. كان ويلر هو الخيار الأصلي للعب فيكتور دراجوفيتش، ولكن بسبب مشاكل الجدولة، ذهب الدور إلى بيرلمان بدلاً من ذلك.  علاوة على ذلك، فكر لوندجرين في وجود وايت للمشاركة في البطولة؛  وايت دور عميل مكتب التحقيقات الفيدرالي ريد فقط بعد أن وجد النص «جذابًا».

## التصوير

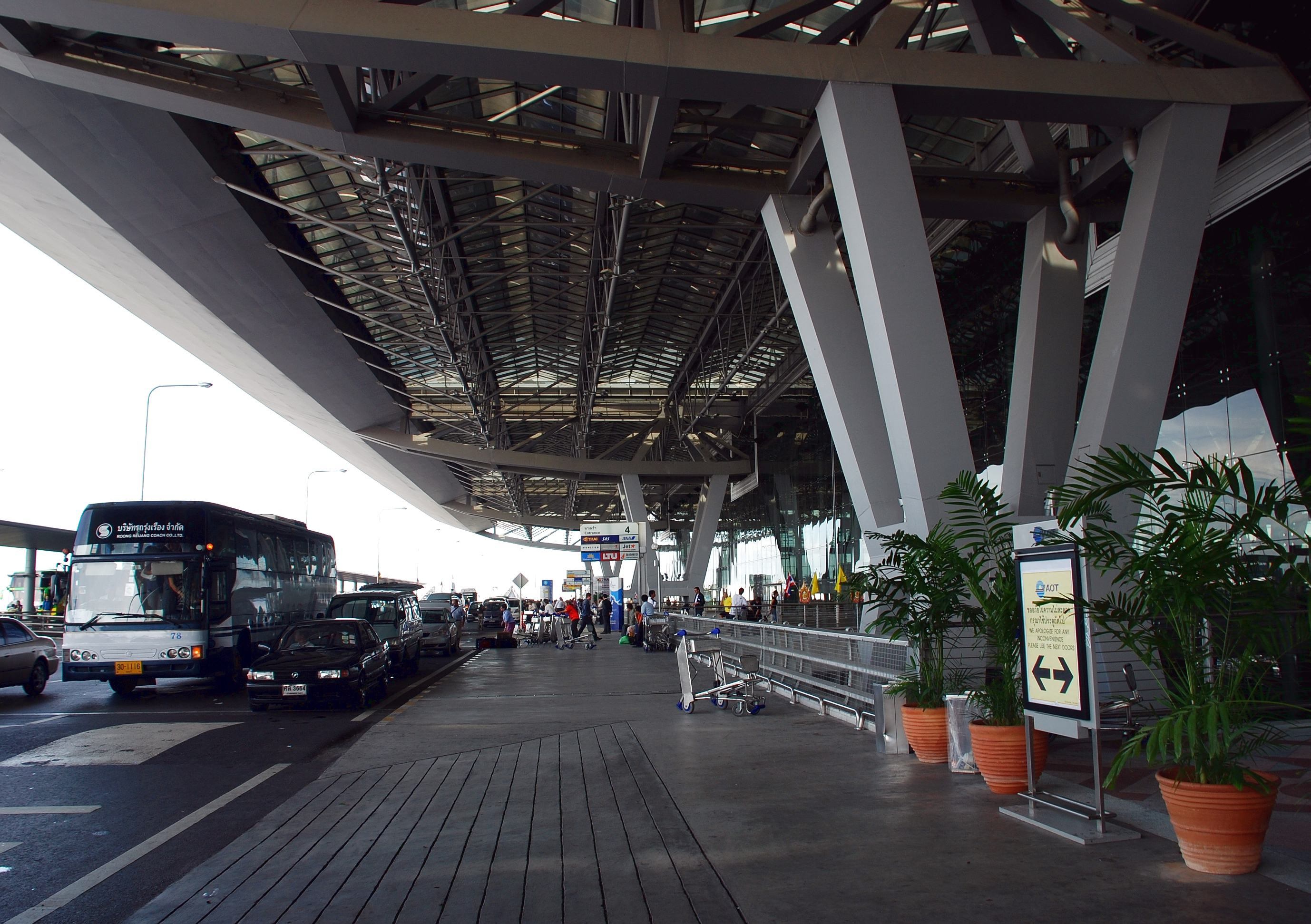
مطار سوفارنابومي ، في الصورة هنا في عام 2007.

بدأ التصوير في 2 فبراير 2014 في تايلاند.   تم تصوير تجارة الجلد على مدار 50 يومًا: 43 تصويرًا في تايلاند، وأربعة تصوير في فانكوفر، كولومبيا البريطانية، كندا.  في تايلاند، شملت مواقع التصوير: مطار سوفارنابومي ومنطقة مين بوري وفندق سيام كمبينسكي ومطحنة أرز ومصنع لتبييض الجلود وقصر عمره قرن من الزمان.   تعطل التصوير لفترة وجيزة بسبب الاحتجاجات العامة المتعلقة بالأزمة السياسية التايلاندية. لتجنب أي مزيد من التدخل، كان على طاقم العمل والطاقم السفر مبكرًا لتجاوز حركة المرور والوصول إلى الموقع في الوقت المحدد. تم تصوير معظم الفيلم في الموقع، ولكن تم تصوير بعض المشاهد في استوديوهات بانريج.  كان تجارة الجلد هو أول فيلم تم تصويره باللغة الإنجليزية من قبل منظمة مقرها في آسيا (خارج هونغ كونغ) لإصدار مسرحي دولي. 
رتب «يو إكرونج ذام» «بضع وجبات غداء وعشاء» بين لوندجرين وعائلته على الشاشة (تاسيا تيليس وكلو بابكوك)، حتى يتمكنوا من الارتباط «على المستوى الشخصي» قبل تصوير المشاهد معًا.  أمضت بابكوك أسبوعًا ونصفًا لتصوير مشاهدها في بانكوك ، تلاها بضعة أيام من التصوير في فانكوفر.
تم التخطيط لمشهد القتال «المصمم بشكل كبير» بين لوندجرين وجا على مدى «شهر أو شهرين».  تم التدرب عليه لمدة أسبوعين واستغرق تصويره أسبوعًا آخر. نظرًا لدور لوندجرين كمنتج مشارك ، كان لدى الممثلين الكثير من الحرية في ارتجال مشاهدهم.  صور جا مشاهد قتاله دون استخدام الأسلاك أو سي جي أي. لقد شعر أن هذا سيعطي شخصيته «مزيدًا من العمق» ويسمح له بعرض قدراته التمثيلية بشكل أفضل. قام جا أيضًا بتنفيذ جميع أعماله المثيرة.  صرح لوندجرين أنه «معجب جدًا» بقدرات جا التمثيلية والقتالية. في رأيه، لن يتمكن غالبية الأشخاص من أداء الأعمال المثيرة لجا دون استخدام الأسلاك. 
وفقًا لوايت، فإن مشاهد قتاله مع جا كانت في «جزء كبير منها» مصممة قبل عشر دقائق من التصوير. على العكس من ذلك، وصفها جا بأنه شيء كانوا يمارسونه «حتى وقت التصوير». وأشار إلى أنهم بينما كانوا يتدربون على التسلسل ويتحركون معًا «بشكل مكثف» لـ «عدد من الأيام»، لم يتدربوا عليها في موقع التصوير. تم تصوير القتال في ثلاث لقطات.

## مرحلة ما بعد الإنتاج
وفقًا لـ لوندجرين، فإن حقيقة أن «الكثير» من المحررين عملوا على الفيلم أدت إلى عدم امتلاكه «كل السيطرة [التي] يريدها» على المنتج النهائي. كمنتج مشارك للفيلم، افترض لوندجرين أنه كان سيشارك بشكل أكبر في عملية التحرير. 

## الإطلاق
أقيم العرض الأول في جميع أنحاء العالم في سوق الفيلم الأمريكي في كاليفورنيا في 7 نوفمبر 2014،  بينما أقيم العرض الأول في تايلاند في بانكوك في سيام باراغون في 23 أبريل 2015. تبع ذلك إصدارات مسرحية في الإمارات العربية المتحدة (9 أبريل 2015)، ماليزيا (في 30 أبريل)، والولايات المتحدة (في 8 مايو).
في 21 مايو 2015، تم عرض الفيلم في حدث لجمع التبرعات لـ كاست (التحالف من أجل إلغاء الرق والاتجار)، وهي منظمة خيرية مقرها لوس أنجلوس تساعد في إنقاذ وإعادة دمج ضحايا الاتجار بالبشر في المجتمع.   لوندجرين، الذي كان يبحث عن طرق «للمساعدة»، بدأ العمل التطوعي لـ كاست خلال مرحلة تطوير الفيلم. 

## التسويق
تم إصدار ملصق دعائي في عام 2013،  تلاه إعلان تشويقي في 26 مارس 2014. في 7 أبريل من نفس العام، روج لوندجرين لتجارة الجلد على سي إن إن. ظهر على الهواء مباشرة في الاستوديو وناقش الفيلم مع مذيع الأخبار ريتشارد كويست. في مهرجان كان السينمائي لعام 2014، قدمت هايد بارك انترناشيونال للمشترين المحتملين تسع دقائق من اللقطات. حصلت ماغنوليا بيكتشرز على حقوق التوزيع في الولايات المتحدة في 20 فبراير 2015، وأعلنت أنها ستطلق الفيلم من خلال علامتها التجارية الفرعية ماجنيت ريلاس. تم إصدار المقطع الدعائي الرسمي للفيلم في 12 مارس 2015.

## شباك التذاكر
ظهر الفيلم لأول مرة في الإمارات العربية المتحدة في 9 أبريل 2015. بلغ ذروته في المركز الخامس في شباك التذاكر، وحقق 79,286 دولارًا من 19 عرضًا (4,173 دولارًا لكل مسرح).  لا توجد معلومات متاحة عن أول ظهور للفيلم في تايلاند، لكنه بلغ ذروته في المركز الخامس خلال الأسبوع الثاني، وحقق 137,643 دولارًا من 40 عرضًا (3441 دولارًا لكل مسرح). بحلول نهاية الأسبوع الثالث، انخفض الفيلم إلى المركز الحادي عشر في شباك التذاكر التايلاندي، محققًا مبلغًا إضافيًا قدره 3686 دولارًا (ليصل إجمالي المبلغ إلى 141.329 دولارًا في تايلاند). لأول مرة في ماليزيا، جاء تجارة الجلد في المركز السادس، وحقق 98,559 دولارًا من 42 عرضًا (3861 دولارًا لكل مسرح). بحلول نهاية الأسبوع الثاني ، انخفض مكانين في شباك التذاكر، مما جعل 32,917 دولارًا إضافيًا من 39 عرضًا (ليصل إجمالي العرض إلى 162,163 دولارًا في ماليزيا). بلغ إجمالي تجارة الجلد ما مجموعه 382,784 دولارًا في شباك التذاكر الأجنبي.
ظهر الفيلم لأول مرة في الولايات المتحدة في 8 مايو 2015، حيث حقق 162 دولارًا (من عرض مسرحي واحد) خلال عطلة نهاية الأسبوع الافتتاحية. بقيت في مسرح واحد لمدة أسبوع ثان، محققة 510 دولارات أخرى بحلول نهاية الأسبوع الثالث والأخير من إطلاقه في الولايات المتحدة، حقق تجارة الجلد إجمالي 1,242 دولارًا في شباك التذاكر المحلي،  مما رفع إجمالي إجمالي الفيلم المسرحي إلى 384,026 دولارًا. 

## وصلات خارجية
- مقالات تستعمل روابط فنية بلا صلة مع ويكي بيانات

- تجارة الجلد في ماغنوليا بيكتشرز
- تجارة الجلد في ميتاكريتيك
- تجارة الجلد في ذا نمبرز